# Okrąglica (przystanek kolejowy)
Okrąglica – przystanek osobowy w Okrąglicy na linii kolejowej nr 282 Miłkowice – Jasień, w województwie dolnośląskim.

## Wymiana pasażerska
| Rok  | Wymiana pasażerska na dobę |
| ---- | -------------------------- |
| 2017 | 0-9                        |
| 2023 | 0-9                        |